# Стефуракова Іванна
Іванна Стефура́кова (нар. 2 січня 1849, Львівщина — пом. 16 березня 1885, Броди) — українська актриса; дружина Степана Стефурака.

## Біографія
Народилася 2 січня 1849 року на Львіщині. В 1870—1884 роках працювала в Театрі товариства «Руська бесіда» у Львові.
Померла в Бродах 16 березня 1885 року.

## Ролі
Серед ролей:
- Наталка («Наталка Полтавка» Котляревського);
- Стеха («Назар Стодоля» Шевченка);
- Анна («Підгіряни» Гушалевича, музика Вербицького);
- Кулина («Чорноморці» Старицького, музика Лисенка);
- Орина («Одруження» М. Гоголя).